# 汉莎货运航空
汉莎货运航空是汉莎航空旗下的一家货运航空子公司，总部设于德国法兰克福。 与大多数航空公司的货运部门不同，汉莎货运航空拥有自己的ICAO代码和呼号，并独立开展其在世界各地的业务。尽管被视为业务完全独立的航空公司，汉莎货运航空仍然使用汉莎航空的IATA代码。汉莎货运航空主要经营全球范围内的航空货运及物流服务，其枢纽机场为法兰克福机场。作为DHL的德国承运人，德国东部的莱比锡/哈雷机场也成为该公司的重点机场。

## 历史

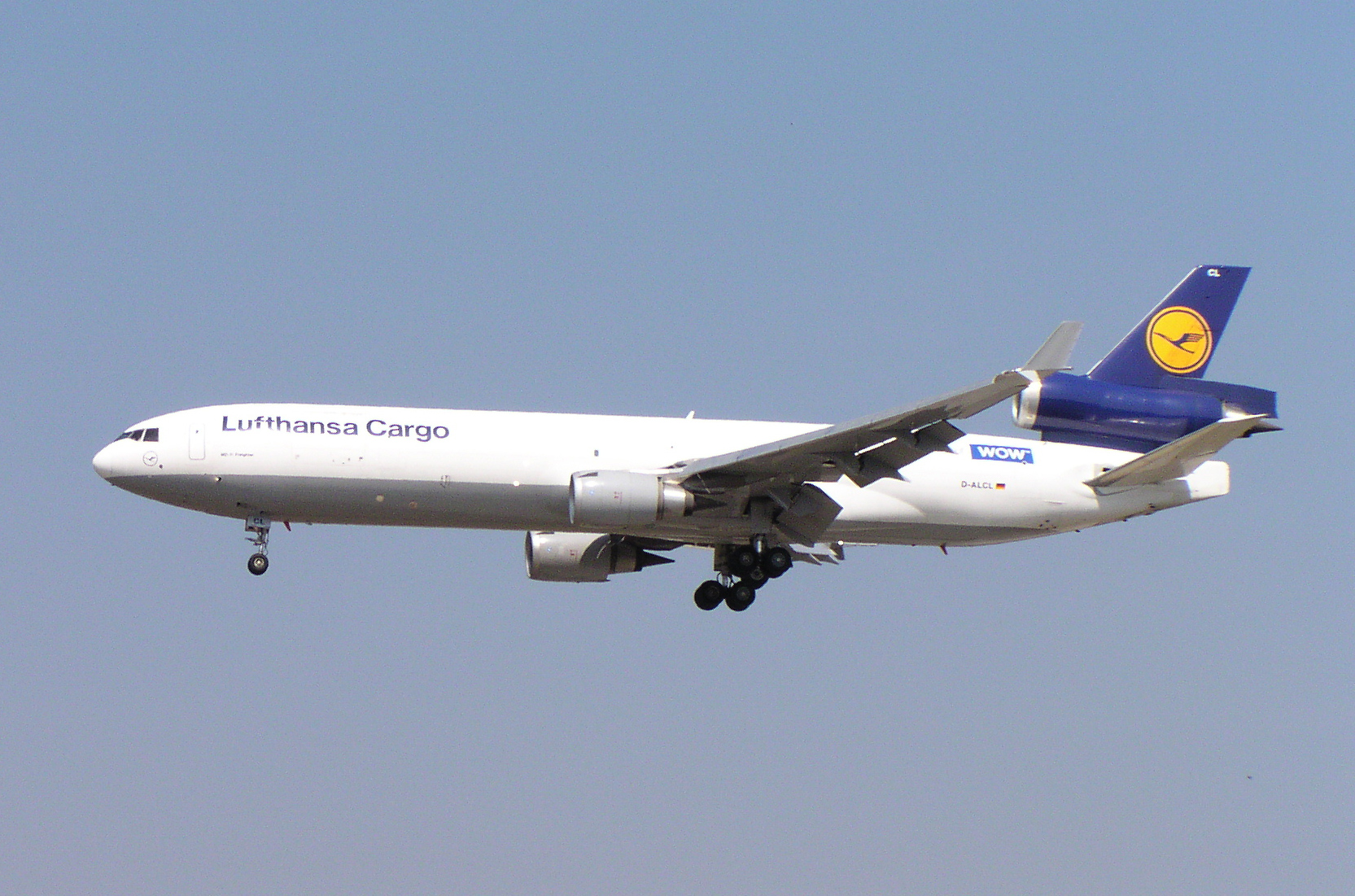
汉莎货运航空的一架麦道MD-11F

1994年7月，汉莎航空决定成立货运部门。同年11月，汉莎航空将货运部门合并入原有的德国货运服务有限公司（German Cargo Services GmbH），并在同年11月更名为汉莎货运航空有限公司（Lufthansa Cargo AG，简称LCAG）。这是全球首家以这种方式分立货运和客运业务的航空公司。LCAG以其创新精神闻名，这主要反映在其创立的一些合资企业和子公司，形成了“汉莎货运集团”，使汉莎货运航空在全球范围内拥有广阔和完善的空运网络。
1998年，汉莎货运航空在亚特兰大设立美国办事处，并可同时服务加拿大和墨西哥。
2004年，汉莎货运航空（25%）与深圳航空（51%）和DEG德国投资开发公司（24%）在中国共同创立了一个新的货运航空公司翡翠国际货运航空，并于2006年8月开始运作。凭借此次入股，汉莎货运航空得以间接进入亚洲内陆的航空货运市场。此外，汉莎货运航空还在2004年与深圳机场共同成立了“深圳国际货运中心（ICCS）”。
2007年，汉莎货运航空与DHL以50:50的持股比例，共同创立了一个新的货运航空公司AeroLogic，并于同年9月正式运作，更计划到2012年将机队数量增至11架波音777货机。 该公司以DHL的枢纽莱比锡/哈雷机场为基地，这也导致了汉莎货运航空原本部署在莱比锡的麦道MD-11型货机被迫迁回法兰克福。
2007年底，由于汉莎货运航空基地枢纽的争端，俄罗斯当局禁止该公司飞越俄罗斯领空。 汉莎货运航空其后被迫同意将其亚洲货运枢纽从哈萨克斯坦迁至俄罗斯。
截至2008年，亚洲市场占有汉莎货运航空最大的收入比重，达46.7%，其次是北美占24.5%。欧洲、南美洲、非洲和中东地区的份额则分别为11.9%、8.7%、6.1%和2.1%。

## 航点
汉莎货运航空设有定期货运航班飞往23个国家的39个目的地。

## 机队

### 現役

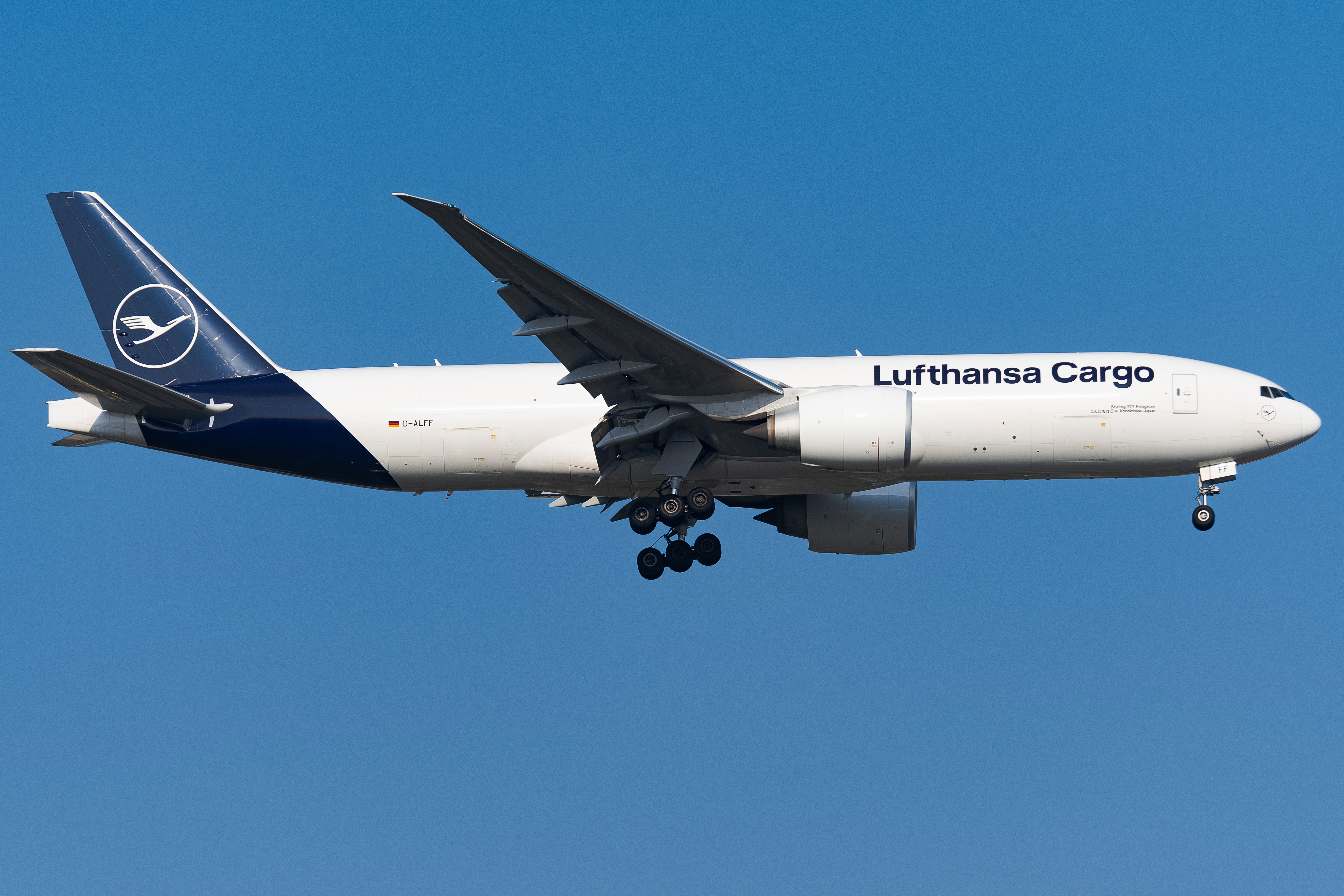
汉莎货运航空的波音777F D-ALFF

截至2024年11月，汉莎货运航空主要拥有以下飞机：
現役波音777F机身标号为D-ALFA到D-ALFL
;

## 枢纽机场
汉莎货运航空的枢纽机场法兰克福机场是欧洲最大的货运机场。在这里，机场管理机构Fraport AG与汉莎货运航空的合作紧密。汉莎货运航空是机场北部货运城的主要用户，并且逐渐开始向南部货运城扩张。之所以对南部货运城感兴趣，是因为绝大多数的国际性货物承运商、空货承运商的主要客户都已在此落户，并可提供可靠便捷的陆运及海运网络。机场与汉莎货运航空就夜间禁飞令有着明显的意见分歧。机场正计划扩大容量及运量，对减少其对所有航班禁止夜间飞行所造成的影响。相比之下，汉莎货运航空则期望建立“切实可行的夜间飞行安排”。

## WOW航空联盟

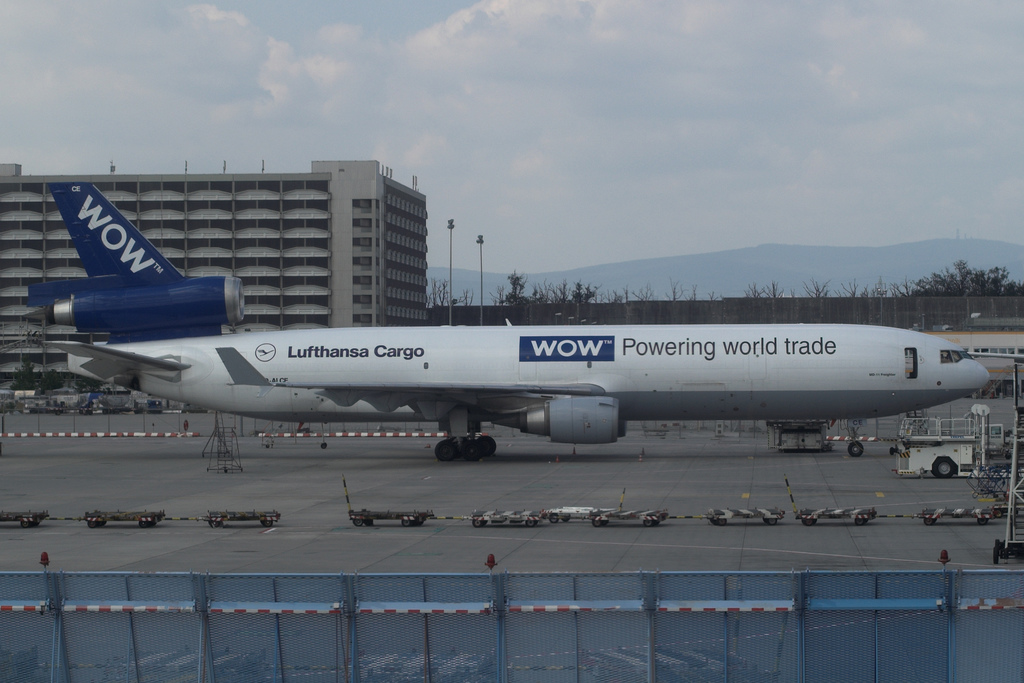
印有WOW航空联盟涂装的汉莎货运航空飞机

汉莎货运航空是全球首家航空货运战略联盟WOW航空联盟的创始成员。该联盟的成员还包括北欧货运航空、新加坡货运航空和日本货物航空。与星空联盟类似，汉莎货运航空在2008年中期也将其一架编号为D-ALCE的麦道MD-11货机漆上WOW联盟涂装，以在全球范围内宣传该货运联盟。所有其它飞机也将涂上不同颜色的标签，表明其与WOW联盟的成员资格。到2007年底，汉莎货运航空已在其所有商业文件上（包括信笺、名片等）都将使用联盟的标识。而在2008年春季，汉莎货运航空总裁卡斯滕·斯泼尔表示，航空货运联盟由于自己密集的航线网络而显得有些多余。2009年公司退出WOW货运联盟。

## 事故
- 2009年9月13日，汉莎货运航空一架编号为D-ALCO的麦道MD-11货机在墨西哥城国际机场碰撞着陆，无人受伤。检查后发现事故造成机身表层裂痕和前起落架弯曲。[12] 据汉莎货运航空发言人表示，飞机将尽快完成修理并恢复全面的服务。[13]
- 2010年7月27日，汉莎货运航空的一架航班号为8460号的MD-11F（注册号D-ALCQ），由法兰克福国际机场飞往沙特阿拉伯哈立德国王国际机场，该机在降落时坠毁，机身断裂，2名机组人员受伤。[14]